# 레지오넬라
레지오넬라속 또는 레지오넬라(Legionella)는 레지오넬라 뉴모필라 종을 포함한 여러 그람 음성균 병원균 속으로, 폐렴형 질환인 재향군인병과 가벼운 독감형 질환인 폰티악 열병을 일으키는 레지오넬라증(Legionellosis)을 일으키는 균이다.
이 균은 은염색을 통해 쉽게 관찰할 수 있다. 레지오넬라균은 토양권 및 수권 등 많은 환경에서 일반적으로 볼 수 있으며, 적어도 50여개의 종과 70개의 항원형이 확인되었다.
세포벽의 곁사슬이 이러한 생물의 체세포 항원에 대한 특이성의 주요 원인이다. 이 곁사슬에 있는 당의 구성요소와 결합과 같은 화학적 조성이 혈청학의 분류에서 그람 음성균을 구분하는데 주요한 요소인 체내 혹은 O 항원 성질을 결정한다.
레지오넬라균은 1976년 7월에 당시에는 알려지지 않았던 "미스테리 질병"으로 221명이 감염되고 34명이 사망한 후 발견되어 이름이 붙여졌다. 이 유행은 미군 퇴역 군인 협회인 아메리카 군단의 모임에 모인 사람들 사이에서 발견되었다. 문제의 모임은 1976년 7월 21일부터 24일까지 미국 200년 기념일간 필라델피아에서 진행했다. 미국 독립 선언 200주년을 맞아 필라델피아에 모인 미군 퇴역 군인 사이에서 일어난 유행은 널리 공표되었고 미국에서 큰 우려를 야기했다.
1977년 1월 18일, 이 유행의 원인균이 당시에는 알려지지 않았던 박테리아로 확인되었고 이후 레지오넬라라는 이름이 붙여졌다. 이 병이 일으키는 병은 레지오넬라증이라는 이름이 붙여졌다.

## 역학

### 전파경로
레지오넬라균은 자연에서 지하수, 호수, 하천 등 환경수에서 낮은 농도로 존재하지만, 수중에 존재하는 담조류와 아메바, 배관내에 있는 biofilm에서 자란다. 좋은 환경 조건이 갖춰진 인공 장비 내로 들어간 경우 이 균은 복제할 수 있다. 여러 저널에서는 레지오넬라가 냉각탑, 수영장(특히 스칸디나비아 국가), 상수도 시스템 및 샤워 시설, 얼음 제조기, 냉장고, 소용돌이 스파, 온천, 분수, 치과 장비, 자동차 앞유리 워셔액, 공장 냉각수 등에서 발견할 수 있다는 보고가 있다.

### 냉각탑을 통한 공기중 전파
재향군인병에 감염될 수 있는 가장 많고 가장 보편적인 원인은 냉각탑(에어컨 및 공업용 냉각 시스템에 사용하는 방열장치)이다. 이 이유는 냉각탑은 광범위한 순환 작용으로 전파가 쉽기 때문이다. 많은 정부기관, 냉가갑 제조업체, 산업무역기관에서는 냉각탑 내 레지오넬라 균 증식과 확산을 막기 위한 설계 및 유지 가이드라인을 만들고 있다.
"전염병 저널"에 개시된 최근 연구에서는 레지오넬라증의 원인균인 레지오넬라 뉴모필라(Legionella pneumophila)가 냉각탑에서 공기를 통해 최소 6 km 반경까지 퍼질 수 있다는 결과가 나왔다. 이 수치는 이전에 박테리아가 전파될 수 있다고 생각했던 거리보다 더 긴 거리였다. 프랑스 과학자팀은 2003~2004년에 프랑스의 파드칼레 주에서 일어났던 레지오넬라 전염병을 연구하고 있었다. 이 기간의 유행에서 86명이 감염되고 18명이 사망했다. 감염원은 그 지역의 석유화학공장의 냉각탑으로 확인했고, 감염자 분석 결과 이 공장에서 6~7 km 떨어진 사람들까지도 감염된 것으로 확인했다.

### 국외 현황
미국에서는 한 해에 8,000~12,000명이 이 질병에 감염된다.

### 국내 현황
국내에서는 1984년 7월 서울 고려대병원 중환자실에서 중환자 및 중환자실 근무 의료진 26명 중 23명에게 원인불명의 집단폐렴이 발생하여 처음 알려지기 시작하였다. 그 당시 레지오넬라균은 분리하지 못하였으나, 혈청학적 검사로 L. gormanii에 의한 비폐렴형의 레지오넬라증임이 밝혀졌다. 그 후로 집단 발생은 보고되지 않았으나, 급성 백혈병, 신장이식, 전신성 홍반성 낭창 등의 기저 질환이 있어 면역억제요법을 받고 있는 중이거나 퇴원 후에 발생된 사례가 간헐적으로 보고되고 있다. 또한 레지오넬라균에 대한 항체가 양성자가 매년 3~5%에 달한다.

## 진단
레지오넬라는 보통 BCYE 배지로 검출한다. 레지오넬라균은 증식을 위해 시스테인과 철이 필요하기 때문에, 실험실 기반의 총균수 측정과 딥슬라이드에 일반적으로 사용하는 보통 한천배지로는 증식하지 않는다. 일반적인 실험실에서는 물에서 레지오넬라균 검출을 위해 우선적으로 샘플에 다른 생물이 번식하지 않도록 CYE 한천배지에 glycine vancomycim polymixin cyclohexamide 등의 항생제를 입히고 나서 0.2마이크로미터 필터를 통해 원심분리하거나 여과한 박테리아를 접종한다. 또한, 다른 미생물과의 간섭을 줄이기 위해 열처리나 산처리를 하기도 한다.
최대 10일간 배양한 후, 감염 의심된 콜로니는 시스테인이 포함된 BCYE 배지에서는 증식하는데 시스테인이 없는 일반 한천배지에 증식하지 않을 경우 레지오넬라라고 확정한다. 그 다음으로, 샘플 내에 존재하는 박테리아의 혈청군이나 종을 확정짓기 위해 일반적으로 면역학 기술을 이용한다.
평판분리법이 레지오넬라의 대부분의 종을 특정할 수 있지만, 한 연구에서는 세포공생배양법이 아메바와 밀접한 관계를 차지하여 심지어는 박테리아가 아메바 내에 있을 때에도 박테리아의 존재를 검출할 수 있어서 편리하다는 결과를 내놓았다. 따라서, 박테리아의 진짜 환경내 임상발병률은 현재의 실험실 방법론 고유의 거짓 음성 때문에 과소평가될 가능성이 있다.
많은 병원은 레지오넬라로 인한 폐렴 의심환자가 발생할 경우 초기 검출을 위해 소변 항원검사를 사용한다. 이 테스트를 통해 얻을 수 있는 몇 가지 이점으로는 검출 시간이 배양에 필요한 시간보다 5일 정도 짧으며, 소변 표본은 객담 표본보다 얻기가 쉽다. 단점으로는 소변 항원검사는 오직 레지오넬라 뉴모필라 항원 1(LP1)만 검출할 수 있다는 것이다. 배양만 하는 것은 LP1이 아닌 항원과 기타 레지오넬라 종을 검출할 수 있고, 따로 떼어진 레지오넬라균은 검출할 수 없는데, 이는 레지오넬라증이 유행할 때 공중 보건 조사를 저해할 수 있다.
물 샘플 내에서 레지오넬라균을 신속하게 검출할 수 있는 기술로 중합효소 연쇄 반응(PCR)과 면역분석법이 등장하고 있다. 이 검사는 통상적인 검사 결과보다 빠르게 검출할 수 있다.

## 발병(병태생리학)
박테리아를 흡입할 경우 폐포의 대식세포를 감염시킬 수 있다. 정상 조직세포를 파괴하여 틈새를 만들고, 그 틈에 박테리아를 복제할 수 있다. 이 결과로 재향군인병과 약한 형태인 포디악 열병이 일어날 수 있다. 레지오넬라는 공기 중의 박테리아가 있는 물방울을 흡입하여 전파할 수 있다.
일단 숙주 내로 들어가면 증식까지 2주가 걸린다. 초기 증상으로는 발열, 오한, 마른기침을 포함한 독감 증상이 나타난다. 이후 병이 심해지면 소화계통과 신경계에 문제가 생겨 설사와 구토로 이어진다. 또한, 더 심해질 경우에는 폐렴 증상도 나타날 수 있다
그러나, 일반적으로 이 질병은 건강한 사람들에게는 큰 위협이 되지 않으며 보통 면역체계가 약한 사람이나 노인에게 해로운 증상이 나타난다. 결과적으로, 병원과 양로원의 물 시스템에 대한 적극적인 확인이 필요하다. 미국 텍사스 주립 보건의료부는 병원 감염을 통한 레지오넬라 균 감염 및 확산을 막기 위해 이를 위한 여러 권장 가이드라인을 제공하고 있다. "감염관리 및 병원역학" 저널지에 따르면, 병원 감염을 통한 레지오넬라균 폐렴은 치사율이 28%이며 보통 배수시설을 통해 감염된다는 보고가 있다.
레지오넬라균의 대인 감염은 아직 입증되지 않았다.

### 백신 연구
레지오넬라증에 대한 백신은 존재하지 않으며, 예방의학적 항생제는 효과가 없다. 미국에서 인간실험 허가 승인이 내려진 백신의 대부분은 불과 십년도 채 안된 승인이 대부분이다. 열 살해 또는 아세톤 살해 세포를 이용한 예방접종 연구가 있어왔고, 감염 모델로는 기니피그가 복강이나 에어로졸을 통한 감염 모델을 이용했다. 두 백신 모두 적당한 수준으로 박테리아에 대해서 보호할 수 있는 것으로 밝혀졌다. 외막 항원에 대한 효소 면역 분석법과 세포를 가열하여 죽여 나온 간접 면역 형광법을 이용한 검사 결과 항체 수준은 투여량에 비례하여 보호한다는 것이 알려졌다.

## 분자생물학
레지오넬라균의 유전자 7~11%가 유전적으로 다양한 특성으로 변형되어 나타난다는 것이 알려졌다. 레지오넬라균에서 검증된 병원성 요인의 일부 분자적 기능이 밝혀졌다.

## 레지오넬라 조절
레지오넬라균 증식 조절은 화학적 또는 열적 방법을 이용하여 가능하다. 두 가지 방법 중 가장 비싼 방법이 온도 조절을 이용한 레지오넬라균 박멸이다. 이를 위해서는 25°C 이하의 찬물이나 51°C 이상의 뜨거운 상태를 유지해야 한다. 이 비싼 비용은 대형 시설의 기존의 복잡한 냉각 시스템에 대한 광범위한 개조 비용과 저온 또는 고온으로 물을 가열/냉각하는데 필요한 에너지 비용으로 발생한다.
WHO에서 발표한 "Legionella and the prevention of legionellosis"라는 논문에 따르면, 레지오넬라의 생존은 여러 온도에서 다음과 같이 나타난다.
- 70°C 이상 - 레지오넬라균은 거의 즉시 사망한다.
- 60°C - 90%가 2분 내에 사망한다(D값=2)
- 50°C - 90%가 80~124분 내에 사망하며, 이 시간은 변형 정도에 따라 다르다(D값=80~124)
- 48°C ~ 50°C - 생존하나 증식하지 않는다.
- 32°C ~ 42°C - 이상적인 증식 상태이다.
- 25°C ~ 45°C - 증식 상태이다.
- 20°C 이하 - 생존하지만 휴면 상태이며, 심지어는 얼기도 한다.

다른 연구에서는 온도에 따른 생존 가능성은 다음과 같이 바뀐다고 말한다.
- 70°C ~ 80°C - 소독 범위
- 66°C - 레지오넬라균이 2분 안에 사망한다.
- 60°C - 균이 32분 안에 사망한다.
- 55°C - 균이 5~6시간 안에 사망한다.
- 20°C ~ 45°C - 균이 증식 가능한 상태이다.
- 20°C 이하 - 균이 휴면 상태가 된다.

### 염소
화학적 처리에서 가장 효과적인 방법은 염소 처리이다. 시스템 내에서 최소 염소량은 온수 시스템 기준으로 0.5ppm일시 효과적이다. 레지오넬라균이 매우 증식한 문제가 있는 시스템인 경우에는 염소화 충격법을 사용한다. 이 방법은 24시간동안 염소 농도를 2ppm 또는 그 이상으로 높인 후 0.5ppm으로 다시 돌아가게 하는 방법이다. 초염소화 방법도 사용할 수 있는데, 이 방법은 우선 물 시스템을 멈춘 다음 24시간동안 염소 농도를 50~100ppm 이상 높이는 방법이다. 이후 시스템을 세척하고 다시 작동시킬 수 있는 0.5ppm까지 낮춘다. 이러한 높은 염소 농도의 환경에서는 레지오넬라균의 숙주유기체가 모조리 죽어 균도 같이 죽는다. 1년에 한번 꼴로 초염소화 방법을 사용하는 것이 레지오넬라 감염 예방을 위해 좋다.

### 습열멸균
습열멸균(60°C 이상에서 과열한 후 세척)은 일반적으로 3~5주간 반복해서 처리하는 비화학적 멸균법이다.

## 무기화
레지오넬라균을 무기로 사용할 수 있다는 제안은 꾸준히 나왔으며, 레지오넬라 프네우모필라의 유전자 변형을 통해 얻은 박테리아를 동물에게 감염시켰을 때 사망률을 거의 100%로 증가시킬 수 있다는 것이 밝혀졌다.

## 하위 종
| - Legionella adelaidensis - Legionella anisa - Legionella beliardensis - Legionella birminghamensis - Legionella bozemanae - Legionella brunensis - Legionella busanensis - Legionella cardiaca - Legionella cherrii - Legionella cincinnatiensis - Legionella donaldsonii - Legionella drancourtii - Legionella dresdenensis - Legionella drozanskii - Legionella dumoffii - Legionella erythra - Legionella fairfieldensis - Legionella fallonii - Legionella feeleii - Legionella geestiana - Legionella genomospecies | - Legionella gormanii - Legionella gratiana - Legionella gresilensis - Legionella hackeliae - Legionella impletisoli - Legionella israelensis - Legionella jamestowniensis - Legionella jeonii - Legionella jordanis - Legionella lansingensis - Legionella londiniensis - Legionella longbeachae - Legionella lytica - Legionella maceachernii - Legionella massiliensis - Legionella micdadei - Legionella monrovica - Legionella moravica - Legionella nagasakiensis - Legionella nautarum - Legionella oakridgensis | - Legionella parisiensis - Legionella pittsburghensis - Legionella pneumophila - Legionella quateirensis - Legionella quinlivanii - Legionella rowbothamii - Legionella rubrilucens - Legionella sainthelensi - Legionella santicrucis - Legionella shakespearei - Legionella spiritensis - Legionella steelei - Legionella steigerwaltii - Legionella taurinensis - Legionella tucsonensis - Legionella tunisiensis - Legionella wadsworthii - Legionella waltersii - Legionella worsleiensis - Legionella yabuuchiae |

## 같이 보기
- 살생물제
- 미생물 생태학
- 레지오넬라 감염 유럽 실무 그룹
- 병원 감염

### 유지 관리 지침
- Centers for Disease Control and Prevention - Procedure for Cleaning Cooling Towers and Related Equipment (pages 239 and 240 of 249)
- Cooling Technology Institute - Best Practices for Control of Legionella
- California Energy Commission 보관됨 2017-01-28 - 웨이백 머신 - Cooling Water Management Program Guidelines For Wet and Hybrid Cooling Towers at Power Plants
- ASHRAE Guideline
- Guidelines for Control of Legionella in Ornamental Fountains
- Employers Guidelines for prevention of Legionella